# Фридрих VIII (герцог Шлезвиг-Гольштейна)
Фридрих Христиан-Август (6 июля 1829[…], Августенборг, Южная Дания — 14 января 1880[…], Висбаден, Пруссия) — принц Шлезвиг-Голштейн-Зондербург-Августенбургский, старший сын герцога Кристиана.

## Биография
В 1848 году во время восстания в Шлезвиг-Голштейне, сражался против Дании. Изгнанный из страны по прекращении восстания, поступил на прусскую военную службу.
После смерти Фредерика VII Датского в 1863 году обнародовал прокламацию, в которой заявил о своих правах на герцогства Шлезвиг и Гольштейн и называл себя «герцогом Фридрихом VIII». Когда союзные германские войска заняли герцогства, Фридрих был признан герцогом на народном собрании в Эльмсгорне; переговоры с Пруссией, требовавшей уступки Киля, Зондербург-Дюппеля и Рендбурга, а также подчинения в военном отношении, затянулись; между тем прусские войска заняли герцогства и Фридрих вынужден был покинуть Гольштейн. Его протест против присоединения Шлезвига и Гольштейна к Пруссии остался без последствий.

## Семья и дети
11 сентября 1856 года женился на Адельгейде Гогенлоэ-Лангенбургской. В этом браке родилось семеро детей:
- Фредерик (1856—1857), принц Шлезвиг-Гольштейн-Зонденбург-Августенбургский
- Августа Виктория (1858—1921), вышла замуж за германского императора и короля прусского Вильгельма II.
- Каролина Матильда (1860—1932), вышла замуж за Фредерика Фердинанда, герцога Шлезвиг-Гольштейн-Зонденбург-Глюксбургского.
- Герман (1862), принц Шлезвиг-Гольштейн-Зонденбург-Аугустенбургский
- Эрнст Гюнтер (1863—1921), титулярный герцог Шлезвиг-Гольштейнский
- Луиза София (1866—1952), вышла замуж за принца Фридриха Леопольда Прусского.
- Феодора Адельхайд (1874—1910)